# Liste der Biografien/Now
Liste der Biografien |
Portal Biografien |
Personensuche
# |
A |
B |
C |
D |
E |
F |
G |
H |
I |
J |
K |
L |
M |
N |
O |
P |
Q |
R |
S |
T |
U |
V |
W |
X |
Y |
Z |
?
 
Na |
Nb |
Nc |
Nd |
Ne |
Nf |
Ng |
Nh |
Ni |
Nj |
Nk |
Nl |
Nm |
Nn |
No |
Nr |
Ns |
Nt |
Nu |
Nv |
Nw |
Nx |
Ny |
Nz
 
Noa |
Nob |
Noc |
Nod |
Noe |
Nof |
Nog |
Noh |
Noi |
Noj |
Nok |
Nol |
Nom |
Non |
Noo |
Nop |
Nor |
Nos |
Not |
Nou |
Nov |
Now |
Nox |
Noy |
Noz
Die Liste der Biografien führt alle Personen auf, die in der deutschsprachigen Wikipedia einen Artikel haben. Dieses ist eine Teilliste mit 353 Einträgen von Personen, deren Namen mit den Buchstaben „Now“ beginnt.

## Now

### Nowa
- Nowack, Alfons (1868–1940), deutscher Landeshistoriker und Archivar
- Nowack, Ernst (1891–1946), österreichischer Geologe
- Nowack, Friedel (1901–1988), deutsche Schauspielerin
- Nowack, Friedrich (1890–1959), deutscher Politiker (SPD), MdR, MdB
- Nowack, Gerda (* 1915), deutsche politische Funktionärin (KPD)
- Nowack, Hans (1866–1918), österreichischer Aquarellist und Innenarchitekt
- Nowack, Joachim Hubertus (* 1935), deutscher Politiker (DSU, CDU), MdVK, MdB
- Nowack, Jörg F. (* 1963), deutscher Schriftsteller und Lektor
- Nowack, Karl Gabriel (1807–1883), schlesischer Biograf und Bibliograf
- Nowack, Kurt (1922–2015), deutscher Politiker (SPD), MdL
- Nowack, Otto (1829–1883), Theaterdirektor und Opernsänger in Magdeburg und Berlin
- Nowack, Regina (* 1951), deutsche Schauspielerin
- Nowack, Wilhelm (1897–1990), deutscher Politiker (DDP, DStP, FDP), MdB, MdL, rheinland-pfälzischer Landesminister, Journalist und Volkswirt
- Nowack, Willi (* 1950), deutscher Politiker (SPD), MdL
- Nowacka, Barbara (* 1975), polnische Politikerin und FeministinBarbara Nowacka (* 1975)

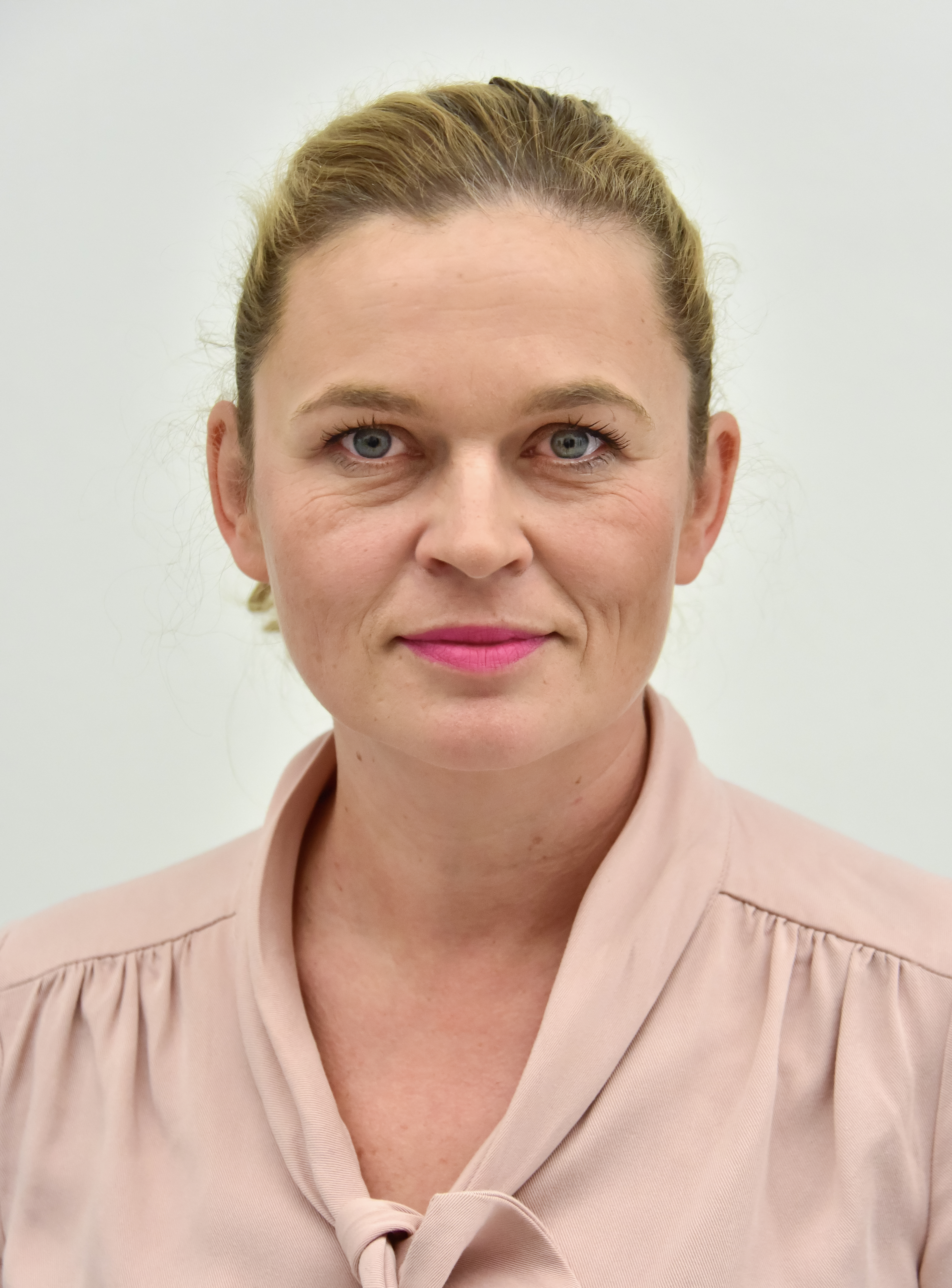
Barbara Nowacka (* 1975)

- Nowacka, Oktawia (* 1991), polnische Pentathletin
- Nowacka-Durnaś, Halina (1909–2005), polnische Pianistin und Pädagogin
- Nowacki, Alfons, deutscher Pianist und Komponist
- Nowacki, Andrzej (* 1953), polnischer Maler
- Nowacki, Anton (1839–1925), Schweizer Pflanzenbauwissenschaftler
- Nowacki, Espen (* 1970), norwegischer Entertainer und Produzent
- Nowacki, Henryk Józef (* 1946), polnischer Geistlicher, emeritierter Diplomat des Heiligen Stuhls und römisch-katholischer Erzbischof
- Nowacki, Horst (1933–2023), deutscher Schiffsingenieur und Hochschullehrer
- Nowacki, Marek (* 1989), deutscher Radiomoderator und Sprecher
- Nowacki, Paul (* 1934), deutscher Sportmediziner, Hochschullehrer
- Nowacki, Werner (1909–1988), Schweizer Mineraloge und Kristallograph
- Nowacki, Witold (1911–1986), polnischer Bauingenieur und Ingenieurwissenschaftler
- Nowaczkiewicz, Edmund (1880–1941), deutsch-polnischer Gymnasiallehrer und Schulleiter
- Nowaczyk, Michał (* 1996), polnischer Snowboarder
- Nowag, Peter II. († 1456), Fürstbischof von Breslau
- Nowag-Jones, Veronika (* 1946), deutsche Schauspielerin und Theaterregisseurin
- Nowak, Adolf (1941–2025), deutscher Musikwissenschaftler und Hochschullehrer
- Nowak, Alexander Walentinowitsch (* 1971), russischer Politiker
- Nowak, Alfons (* 1925), deutscher Fußballspieler
- Nowak, Amram (1927–2005), US-amerikanischer Filmproduzent, Filmregisseur und Autor
- Nowak, Andreas (* 1975), deutscher Politiker (CDU), MdL
- Nowak, Andreas (* 1982), deutscher Musiker
- Nowak, Andrzej (* 1960), polnischer Historiker
- Nowak, Anna (* 1966), polnische SchauspielerinAnna Nowak (* 1966)

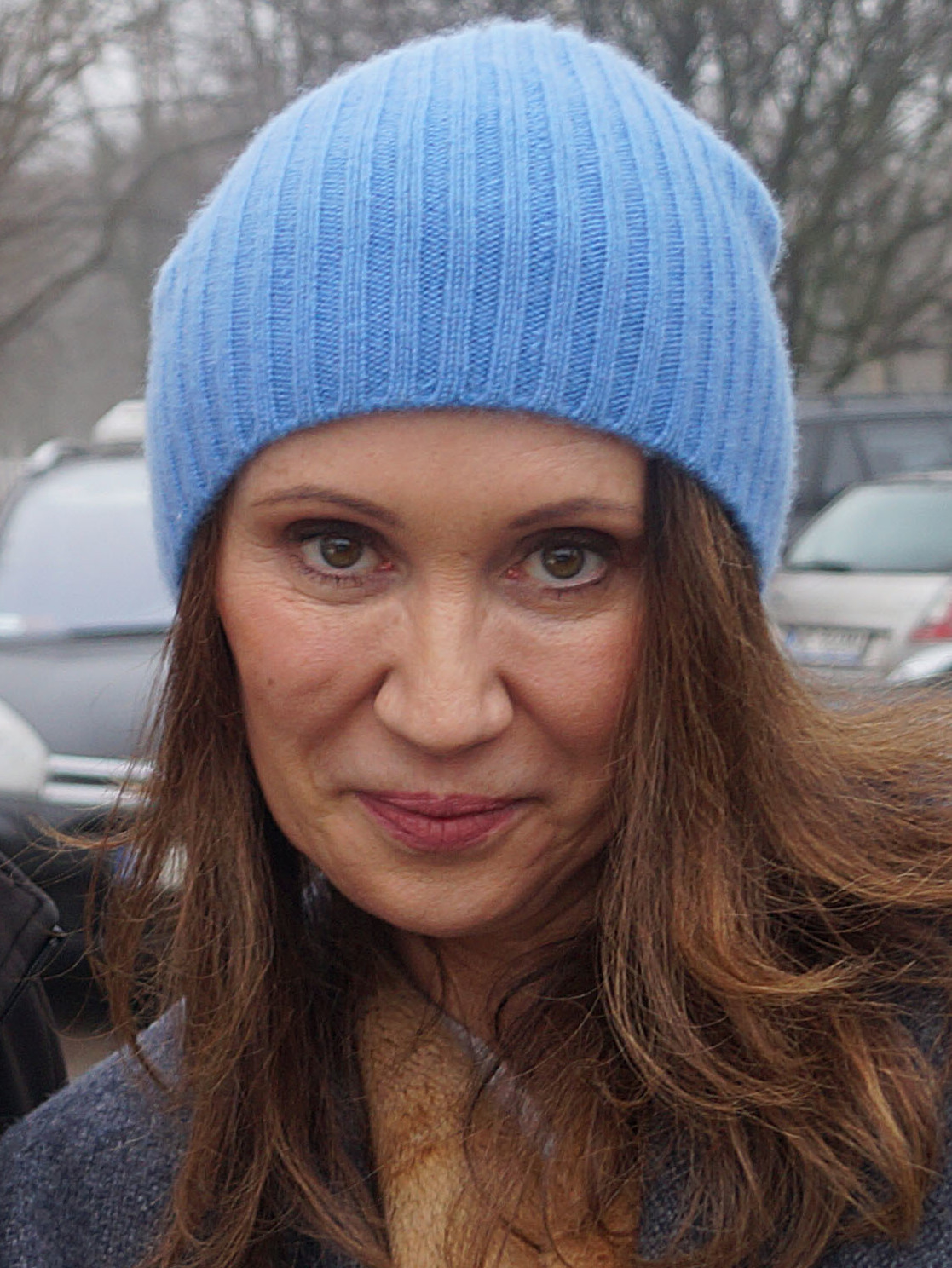
Anna Nowak (* 1966)

- Nowak, Anton (1865–1932), österreichischer Maler
- Nowak, Bernard (* 1950), polnischer Schriftsteller, Herausgeber und Redakteur
- Nowak, Bernhard (1904–1985), deutscher Maler, Zeichner, Grafiker der Moderne und Kulturredakteur der DDR
- Nowak, Brian, US-amerikanischer Filmregisseur, Filmproduzent, Filmeditor, Drehbuchautor und Schauspieler
- Nowak, Carsten (* 1965), deutscher Rechtswissenschaftler
- Nowak, Cécile (* 1967), französische Judoka
- Nowak, Claudia (* 1967), deutsche Juristin, Richterin am Bundesarbeitsgericht
- Nowak, Claus (* 1949), deutscher Sachbuchautor
- Nowak, Daniel (* 1966), deutscher Eishockeyspieler
- Nowak, Dariusz (* 1978), polnischer Ruderer
- Nowak, Dawid (* 1984), polnischer Fußballspieler
- Nowak, Derek (* 1984), deutscher Schauspieler mit simbabwischen Wurzeln
- Nowak, Dominik (* 1995), deutscher Schauspieler
- Nowak, Dorothea (1926–2011), deutsche baptistische Theologin und Dozentin
- Nowak, Drew (* 1990), US-amerikanischer American-Football-Spieler
- Nowak, Edward (* 1940), polnischer Geistlicher und Kurienerzbischof der römisch-katholischen Kirche
- Nowak, Erhard (* 1935), deutscher Chorleiter, Komponist, Musikschriftsteller
- Nowak, Erich (1908–1997), deutscher Jurist und Verwaltungsbeamter
- Nowak, Ernst (* 1944), österreichischer Schriftsteller
- Nowak, Erol (* 1975), österreichischer Schauspieler
- Nowak, Erwin (1930–2004), österreichisches Feuerwehrmitglied
- Nowak, Eugeniusz (1933–2024), polnisch-deutscher Ornithologe und Naturschützer
- Nowak, Florian (* 1995), deutscher Radrennfahrer
- Nowak, Friedrich (* 1919), deutscher Fußballspieler
- Nowak, Grigori Irmowitsch (1919–1980), sowjetischer Gewichtheber
- Nowak, Grzegorz (* 1954), polnischer Ruderer
- Nowak, Gustav (1846–1921), böhmisch-österreichischer Apotheker und Politiker
- Nowak, Hans (1922–1996), deutscher Künstler, Maler und SkulpteurHans Nowak (1922–1996)

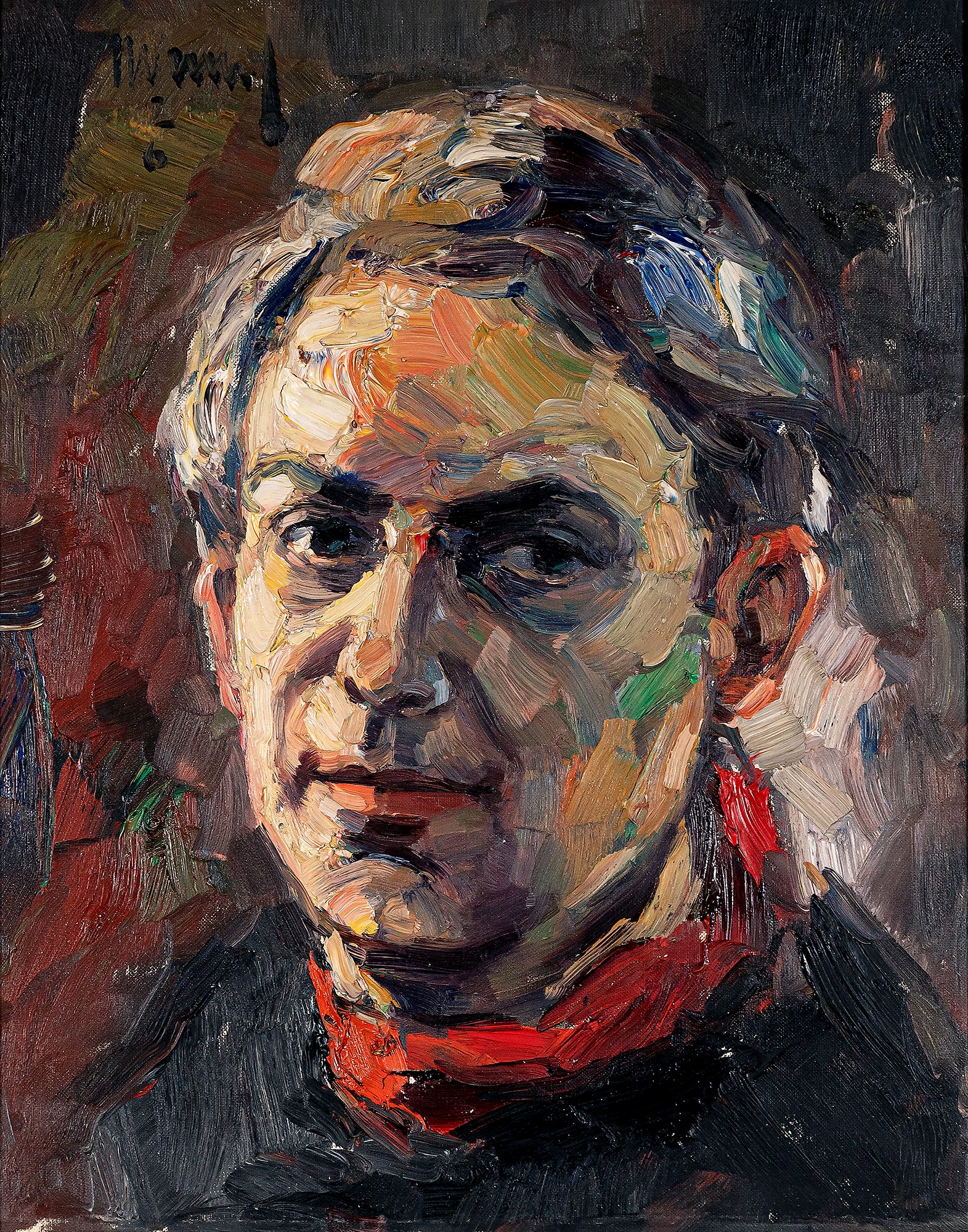
Hans Nowak (1922–1996)

- Nowak, Hans (1937–2012), deutscher Fußballspieler
- Nowak, Heiko (* 1968), deutscher Fußballspieler
- Nowak, Heinrich (1890–1955), Journalist und expressionistischer Schriftsteller
- Nowak, Heinz (1925–2012), deutscher Heimatforscher und Museumsdirektor
- Nowak, Helmut (* 1941), deutscher Politiker (CDU), MdB
- Nowak, Henry J. (1935–2024), US-amerikanischer Politiker
- Nowak, Jannik (* 1985), deutscher Schauspieler und Musiker
- Nowak, Jannik (* 1994), deutscher American-Football-Spieler
- Nowak, Jenny (* 2002), deutsche Nordische Kombiniererin
- Nowak, Jerzy (1923–2013), polnischer Schauspieler
- Nowak, Jörn (* 1986), deutscher Fußballspieler
- Nowak, Josef (1841–1886), österreichischer Hygieniker
- Nowak, Józef (1895–1978), sorbischer Pfarrer und Dichter
- Nowak, Julian (1865–1946), polnischer Bakteriologe und Politiker, Ministerpräsident Polens
- Nowak, Jutta (* 1960), deutsche Religionspädagogin
- Nowak, Karl Friedrich (1882–1932), österreichischer Journalist und Verleger
- Nowak, Karl Walter (* 1943), österreichischer Autor
- Nowak, Katarzyna (* 1969), polnische Tennisspielerin
- Nowak, Kazimierz (1897–1937), polnischer Weltenbummler, Fotograf und Korrespondent
- Nowak, Klara (1922–2003), deutsche Krankenschwester und Aktivistin
- Nowak, Krystian (* 1994), polnischer Fußballspieler
- Nowak, Krzysztof (1975–2005), polnischer FußballspielerKrzysztof Nowak (1975–2005)

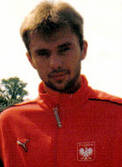
Krzysztof Nowak (1975–2005)

- Nowak, Kurt (1942–2001), deutscher evangelischer Theologe und Kirchenhistoriker
- Nowak, Lavinia (* 1995), deutsche Schauspielerin
- Nowak, Leo (* 1929), erster katholischer Bischof des Bistums Magdeburg
- Nowak, Leopold (* 1856), Theaterschauspieler
- Nowak, Leopold (1904–1991), österreichischer Musikwissenschaftler
- Nowak, Leszek (1943–2009), polnischer Philosoph
- Nowak, Lisa (* 1963), US-amerikanische Astronautin
- Nowak, Ludmilla (1883–1947), österreichische Autorin
- Nowak, Maik (* 1964), deutscher Handballtrainer und -spieler
- Nowak, Maike Maja (* 1961), deutsche Hundetrainerin, psych. Heilpraktikerin und SchriftstellerinMaike Maja Nowak (* 1961)

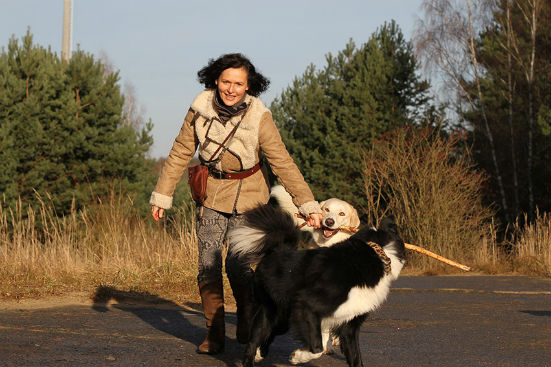
Maike Maja Nowak (* 1961)

- Nowak, Manfred (* 1950), österreichischer Jurist
- Nowak, Marcel (1934–1985), französischer Fußballspieler
- Nowak, Marcin (* 1977), polnischer Sprinter
- Nowak, Marco (* 1990), deutscher Eishockeyspieler
- Nowak, Maria (1935–2022), französische Wirtschaftswissenschaftlerin und Sozialaktivistin
- Nowak, Mario (* 1985), deutscher American-Football-Spieler
- Nowak, Martin (* 1969), deutscher Fernsehregisseur
- Nowak, Martin A. (* 1965), österreichisch-US-amerikanischer Biologe und Mathematiker
- Nowak, Matthias (* 1966), deutscher Fußballtrainer
- Nowak, Matthias Akeo (* 1976), deutscher Jazzmusiker (Kontrabass)
- Nowak, Měto (* 1978), sorbischer Wissenschaftler
- Nowak, Michael (* 1991), deutscher Rundfunkmoderator
- Nowak, Michel (* 1962), französischer Judoka
- Nowak, Mieczysław (1936–2006), polnischer Gewichtheber
- Nowak, Monika Maria (* 1949), deutsche Künstlerin
- Nowak, Norbert (* 1967), deutscher Handballspieler
- Nowak, Oskar (1913–1989), österreichischer Eishockeyspieler
- Nowak, Otto (1874–1945), österreichischer Maler
- Nowak, Paul (* 1921), deutscher Fußballspieler
- Nowak, Paul (* 1972), britischer Gewerkschaftsfunktionär, Generalsekretär des Trades Union Congress
- Nowak, Peter (* 1960), deutscher freier Journalist und PublizistPeter Nowak (* 1960)

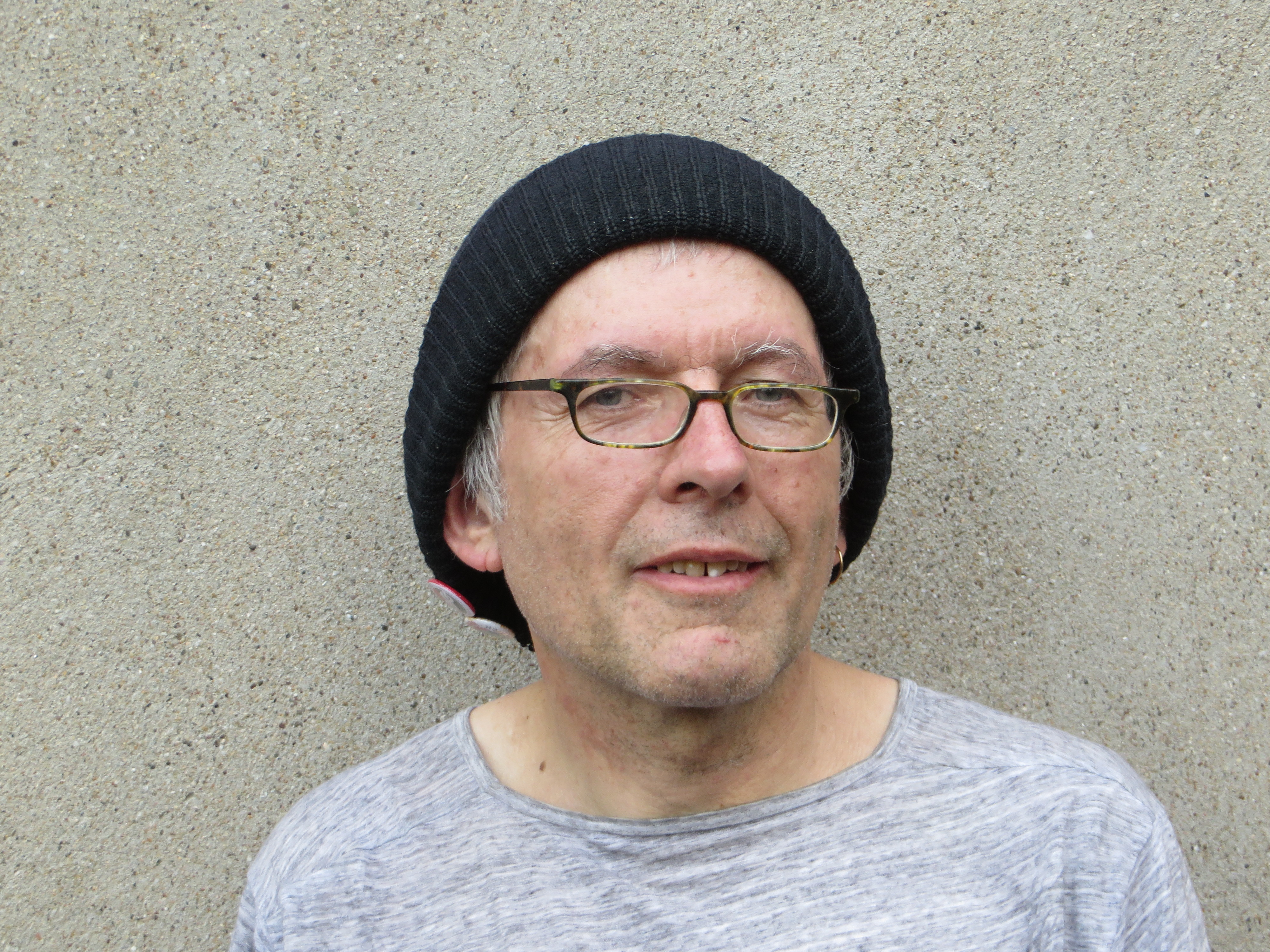
Peter Nowak (* 1960)

- Nowak, Piotr (* 1964), polnischer Fußballspieler und -trainer
- Nowak, Raimund (* 1955), deutscher Politiker (Bündnis 90/Die Grünen)
- Nowak, Rainer (* 1972), österreichischer Journalist
- Nowak, Ralf (* 1967), deutscher Kameramann
- Nowak, Reinhard (* 1964), österreichischer Kabarettist und SchauspielerReinhard Nowak (* 1964)

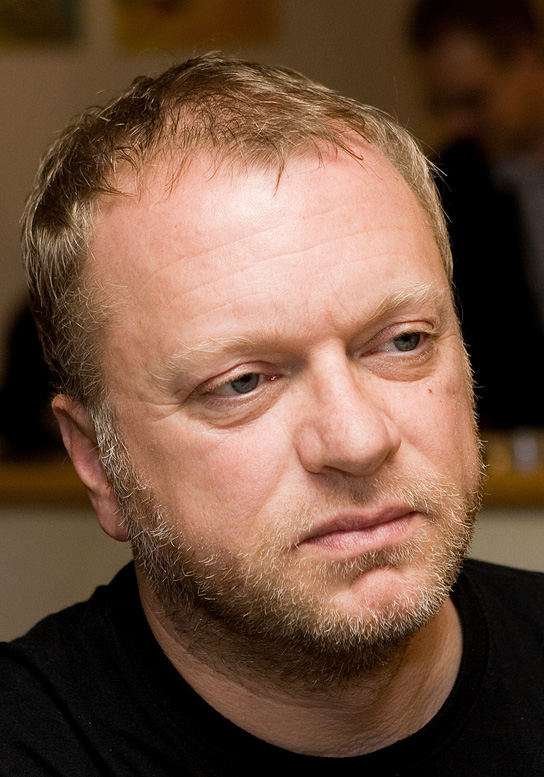
Reinhard Nowak (* 1964)

- Nowak, Riccardo (1885–1950), italienischer Fechter
- Nowak, Roman (1900–1980), polnischer Politiker, Mitglied des Sejm (PZPR)
- Nowak, Rudi (1921–1991), deutscher Politiker (SPD), MdL
- Nowak, Sabina (* 1959), polnische Wissenschaftlerin und Wolfsexpertin
- Nowak, Sarina (* 1993), deutsches Model und Autorin
- Nowak, Selina (* 1990), deutsche Fußballspielerin
- Nowak, Siegfried (1930–2013), deutscher Chemiker
- Nowak, Sławomir (* 1974), polnischer Politiker (Platforma Obywatelska), Mitglied des Sejm, Staatssekretär
- Nowak, Stanisław (1935–2021), polnischer katholischer Geistlicher, Erzbischof von Częstochowa
- Nowak, Stefan († 1989), polnischer Soziologe und Hochschullehrer
- Nowak, Stefan (* 1967), deutscher Grafikdesigner und Ausstellungsgestalter
- Nowak, Steffen (* 1975), deutscher Schauspieler und Regisseur
- Nowak, Tadeusz (1930–1991), polnischer Schriftsteller
- Nowak, Teresa (1942–2024), polnische Hürdenläuferin
- Nowak, Tim (* 1995), deutscher LeichtathletTim Nowak (* 1995)

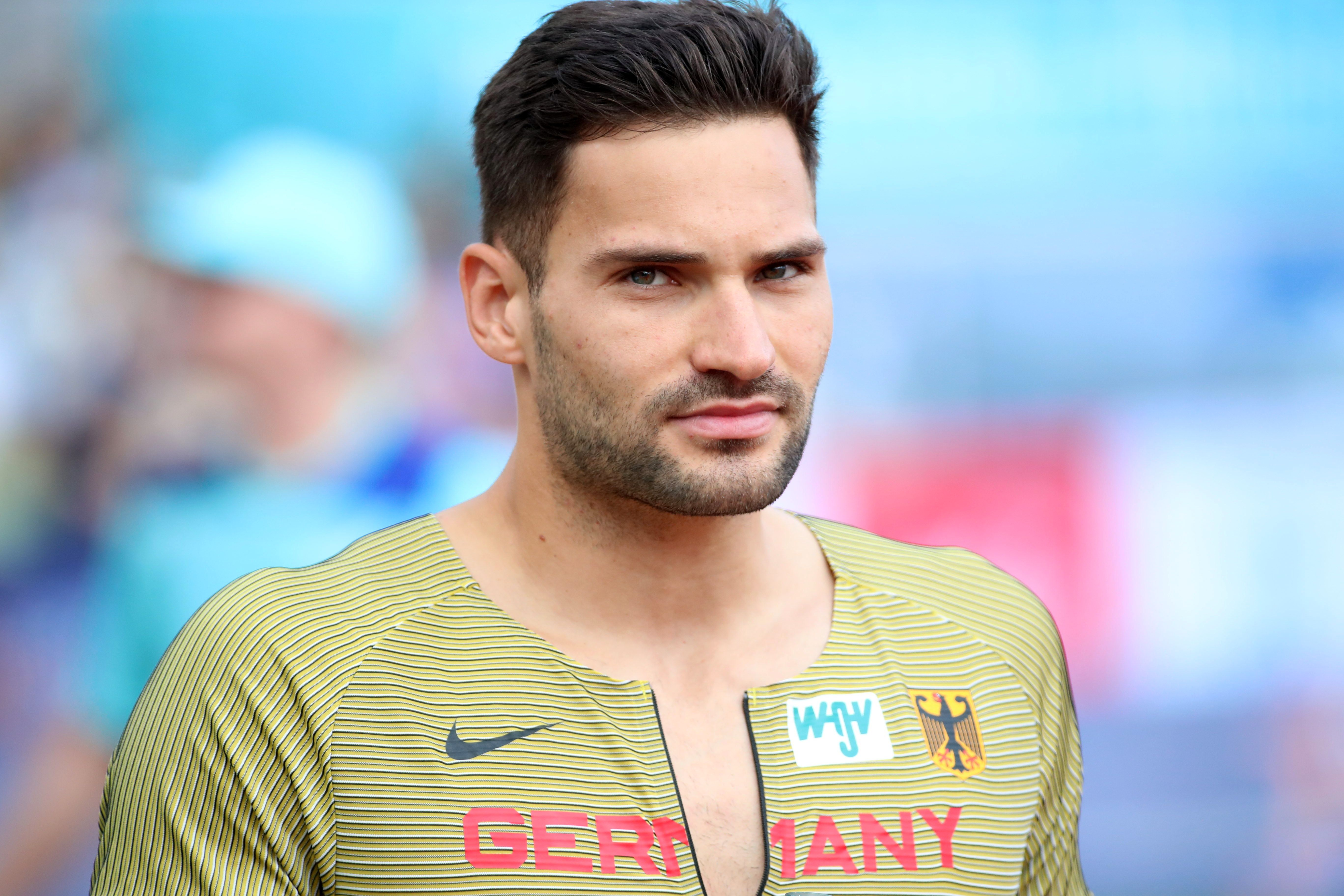
Tim Nowak (* 1995)

- Nowak, Tomasz (* 1956), polnischer Politiker, Mitglied des Sejm
- Nowak, Tomasz (* 1985), polnischer Fußballspieler
- Nowak, Tomasz Adam (* 1962), polnischer Organist und Musikprofessor
- Nowak, Véronique (* 1967), französische Fußballspielerin
- Nowak, Walter (* 1912), deutscher SS-Führer im Vernichtungslager Sobibor
- Nowak, Walter Georg (* 1925), deutscher Diplomat
- Nowak, Wanda (1913–1977), österreichische Leichtathletin
- Nowak, Willi (1886–1977), tschechischer Maler, Lithograf und Hochschullehrer
- Nowak, Włodzimierz (* 1958), polnischer Journalist
- Nowak, Wojciech (* 1949), polnischer Chirurg
- Nowak, Wolfgang (* 1943), deutscher Jurist, ehemaliges SPD-Mitglied
- Nowak, Wolfgang (1944–2002), deutscher Politiker (DDR-CDU, CDU), MdL
- Nowak, Wolfgang (* 1950), deutscher Aktivist der Antiatomkraftbewegung
- Nowak, Wolfgang (* 1974), deutscher Ingenieur, Experte für stochastische Simulation von Umweltsystemen
- Nowak, Zenon (1905–1980), polnischer Politiker, Mitglied des Sejm (PZPR), Minister und Botschafter
- Nowak-Jeziorański, Jan (1914–2005), polnischer Journalist, Schriftsteller und Patriot
- Nowak-Njechorński, Měrćin (1900–1990), sorbischer Maler, Grafiker, Publizist und Schriftsteller
- Nowak-Thaller, Elisabeth (* 1960), österreichische Kunsthistorikerin
- Nowak-Vogl, Maria (1922–1998), österreichische Kinder- und Jugendpsychiaterin
- Nowakiwskyj, Oleksa (1872–1935), ukrainischer Maler
- Nowakow, Bontscho (* 1935), bulgarischer Radrennfahrer
- Nowakowska, Aleksandra (* 1998), polnische Hochspringerin
- Nowakowska, Anna (* 1980), polnische Volleyball-Nationalspielerin
- Nowakowska, Bożena (* 1955), polnische Hürdenläuferin
- Nowakowska, Weronika (* 1986), polnische Biathletin
- Nowakowski, Andrzej Jacek (* 1971), polnischer Politiker (Platforma Obywatelska), Mitglied des Sejm, Stadtpräsident von Plock
- Nowakowski, Anton (1897–1969), deutscher Organist, Dirigent und Komponist
- Nowakowski, Friedrich (1914–1987), österreichischer Jurist, Universitätsprofessor und Staatsanwalt
- Nowakowski, Henryk (1913–1992), deutscher Internist, Endokrinologe und Onkologe
- Nowakowski, Jakub (* 1924), polnischer Zoologe
- Nowakowski, Kenneth (* 1958), kanadischer Geistlicher und ukrainisch griechisch-katholischer Bischof der Eparchie Holy Family of London
- Nowakowski, Piotr (* 1987), polnischer Volleyballspieler
- Nowakowski, Radosław (* 1955), polnischer Autor, Übersetzer, Verleger und Schlagzeuger
- Nowakowski, Richard (* 1955), deutscher BoxerRichard Nowakowski (* 1955)

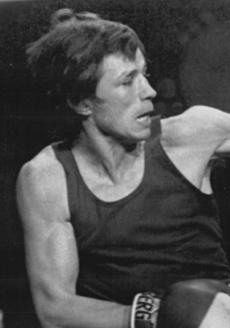
Richard Nowakowski (* 1955)

- Nowakowski, Robert (* 1967), polnischer Handballspieler
- Nowakowski, Tadeusz (1917–1996), polnischer Schriftsteller
- Nowakowski, Waldemar (1917–1984), polnischer Geodät und Grafiker
- Nowald, Alfons (1903–1960), deutscher Politiker (Zentrum), MdL
- Nowald, Karlheinz (* 1940), deutscher Kunsthistoriker
- Nowalski de Lilia, Josef Hilarius (1857–1928), österreichischer Archäologe
- Nowar, Naji Abu (* 1981), britisch-jordanischer Filmregisseur
- Nowara, Henryk (1924–2001), polnischer Boxer und Boxtrainer
- Nowara, Johannes (* 1898), deutscher Bürgermeister und Landrat
- Nowara, Martina (* 1961), österreichische Politikerin (ÖVP), Landtagsabgeordnete in Tirol
- Nowarra, Heinz J. (1912–1992), deutscher Luftfahrtautor
- Nowarra, Karin (* 1958), deutsche Filmeditorin
- Nowarra, Waltraud (1940–2007), deutsche Schachspielerin
- Nowatzke-Kraft, Brigitte (* 1949), deutsche Künstlerin
- Nowatzki, Maximilian (* 1999), deutscher Handballspieler
- Nowatzky, Emil (1889–1976), deutscher Politiker (SPD), MdBB

### Nowe
- Nowe, Oratile (* 2000), botswanische Leichtathletin
- Nowell, Bradley (1968–1996), US-amerikanischer Rockmusiker
- Nowell, Peter C. (1928–2016), US-amerikanischer Pathologe und Krebsforscher
- Nowels, Rick (* 1960), US-amerikanischer Songwriter und ProduzentRick Nowels (* 1960)

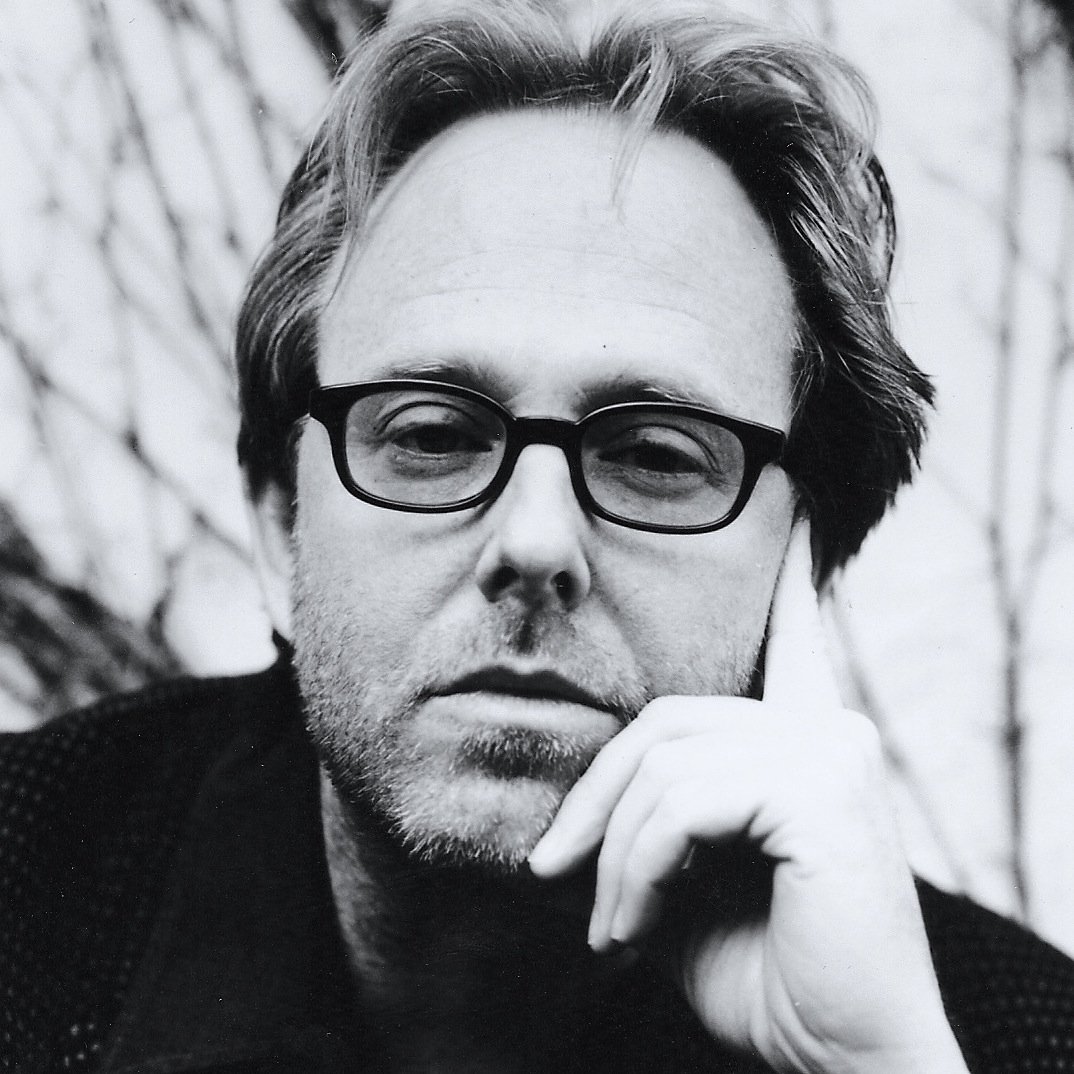
Rick Nowels (* 1960)

- Nowén, Ylva (* 1970), schwedische Skirennläuferin
- Nowey, Waldemar (* 1927), deutscher Pädagoge, Bildungsforscher und Schriftsteller

### Nowg
- Nowgorodowa, Jekaterina Innokentjewna (1929–2024), sowjetisch-russische Agronomin
- Nowgorodowa, Margarita Iwanowna (* 1938), sowjetische bzw. russische Mineralogin
- Nowgorodzew, Pawel Iwanowitsch (1866–1924), russischer Philosoph, Politiker und Jurist
- Nowgorodzew, Sewa (* 1940), russischer Musiker und Radiomoderator der BBC
- Nowgorodzewa, Klawdija Timofejewna (1876–1960), Funktionärin der russischen revolutionären Bewegung

### Nowi
- Nowicka, Agata (* 1976), polnische Künstlerin
- Nowicka, Bronka (* 1974), polnische Regisseurin, Drehbuchautorin und Dichterin
- Nowicka, Ewa (* 1987), polnische Handball- und Beachhandballspielerin
- Nowicka, Ewelina (* 1982), polnische Geigerin und Komponistin
- Nowicka, Joanna (* 1966), polnische Bogenschützin
- Nowicka, Magdalena (* 1976), polnische Soziologin
- Nowicka, Wanda (* 1956), polnische parteiunabhängige Politikerin, Mitglied des Sejms
- Nowicki, Andrzej (1909–1986), polnischer Schriftsteller
- Nowicki, Bartosz (* 1984), polnischer Leichtathlet
- Nowicki, Douglas R. (1945–2024), US-amerikanischer Geistlicher, Erzabt von St. Vincent
- Nowicki, Edmund (1900–1971), polnischer Bischof
- Nowicki, Jan (1939–2022), polnischer Schauspieler
- Nowicki, Jan Ewangelista (1894–1973), polnischer römisch-katholischer Bischof
- Nowicki, Leo J. (1904–1990), US-amerikanischer Politiker
- Nowicki, Maciej (* 1941), polnischer Politiker und Ökologe
- Nowicki, Marek Antoni (* 1953), polnischer Rechtsanwalt, Diplomat und Menschenrechtler
- Nowicki, Matthew (1910–1950), polnischer Architekt
- Nowicki, Mieczysław (* 1951), polnischer Radsportler
- Nowicki, Stanislaw (1870–1948), polnisch-deutscher Drucker, Gewerkschafter und Politiker, Mitglied des polnischen Sejm, MdR
- Nowicki, Tadeusz (* 1958), polnischer Unternehmer
- Nowicki, Tom, US-amerikanischer Schauspieler
- Nowicki, Wojciech (* 1968), polnischer Schriftsteller, Kurator und Gastronomiekritiker
- Nowicki, Wojciech (* 1989), polnischer Leichtathlet
- Nowik, Maryna (* 1984), belarussische Speerwerferin
- Nowikau, Sjarhej (* 1979), belarussischer Biathlet
- Nowikau, Sjarhej (* 1989), belarussischer Boxer
- Nowikau, Sjarhej (* 1989), belarussischer Straßenradrennfahrer
- Nowikawa, Anastassija (* 1981), belarussische Gewichtheberin
- Nowikow, Alexander Alexandrowitsch (1900–1976), russisch-sowjetischer Militärführer
- Nowikow, Alexei Iwanowitsch (1931–2024), russischer Maler, Bildhauer und Musiker
- Nowikow, Anatoli Georgijewitsch (1935–2004), letzter Leiter der Berliner Auslandsdienststelle des KGB
- Nowikow, Anatoli Grigorjewitsch (1896–1984), russischer Komponist
- Nowikow, Anatolij (1947–2022), sowjetischer Judoka
- Nowikow, Artjom (* 1987), kirgisischer Politiker und kommissarischer Premierminister
- Nowikow, Boris Kusmitsch (1925–1997), sowjetischer bzw. russischer Theater-Schauspieler und Film-Schauspieler sowie Synchronsprecher
- Nowikow, Ignati Trofimowitsch (1907–1993), sowjetischer Politiker, Minister der UdSSR
- Nowikow, Igor Alexandrowitsch (1929–2007), sowjetischer Olympiasieger im Modernen Fünfkampf
- Nowikow, Igor Alexejewitsch (* 1961), russischer Nonkonformisten Maler
- Nowikow, Igor Dmitrijewitsch (* 1935), russischer Astrophysiker und Kosmologe
- Nowikow, Jewgeni Maximowitsch (* 1990), russischer Rallyefahrer
- Nowikow, Jewgeni Wassiljewitsch (1924–1973), sowjetischer Gewichtheber
- Nowikow, Leonid Jurjewitsch (* 1984), russischer Orientierungsläufer
- Nowikow, Michail Petrowitsch (1918–1993), sowjetischer und russischer Religionswissenschaftler
- Nowikow, Nikita Walerjewitsch (* 1989), russischer Bahn- und Straßenradrennfahrer
- Nowikow, Nikolai Iwanowitsch (1744–1818), russischer Journalist und Herausgeber
- Nowikow, Nikolai Wassiljewitsch (1903–1989), sowjetischer Botschafter
- Nowikow, Pjotr Sergejewitsch (1901–1975), sowjetischer Mathematiker
- Nowikow, Semen (* 1997), ukrainischer Ringer
- Nowikow, Sergei Petrowitsch (1938–2024), russischer Mathematiker
- Nowikow, Sergei Petrowitsch (1949–2021), sowjetischer Judoka
- Nowikow, Sergei Wladimirowitsch (* 1980), russischer Skilangläufer
- Nowikow, Walentin Jurjewitsch (* 1974), russischer Orientierungsläufer
- Nowikow, Wladimir (* 1970), kasachischer Kunstturner
- Nowikow-Priboi, Alexei Silytsch (1877–1944), russischer Schriftsteller
- Nowikowa, Julija (* 1983), russische Opernsängerin (Koloratursopran)
- Nowikowa, Natalja Michailowna (* 1953), sowjetische bzw. russische Mathematikerin und Hochschullehrerin
- Nowikowa, Olessja, russische Ballerina
- Nowikowa, Swetlana Leonidowna (* 1974), sowjetisch-russische Skirennläuferin
- Nowikowa, Tamara Grigorjewna (* 1932), sowjetische Radrennfahrerin
- Nowikowa, Walentina Wiktorowna (* 1984), russische Skilangläuferin
- Nowikowa-Sarina, Jekaterina Iwanowna (1837–1940), russische bzw. sowjetische Schriftstellerin
- Nowill, Dorina (1919–2010), brasilianische Blindenpädagogin und Philanthropin
- Nowina-Sokolnicki, Juliusz (1925–2009), polnischer Politiker des ehemaligen Londoner Exils
- Nowisz, Wojciech (* 1986), polnischer Squashspieler
- Nowitzki, Dirk (* 1978), deutscher BasketballspielerDirk Nowitzki (* 1978)

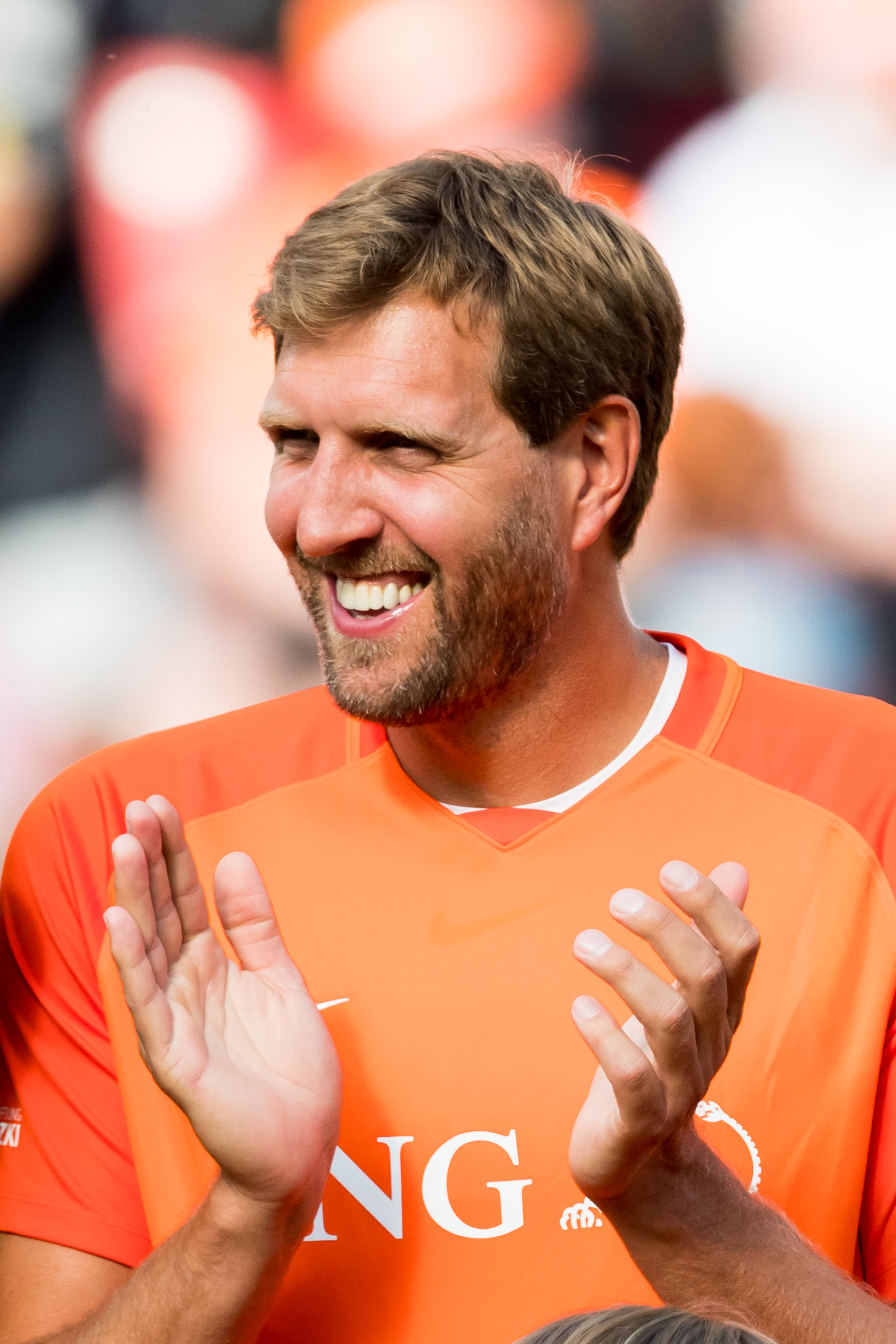
Dirk Nowitzki (* 1978)

- Nowitzki, Helga, deutsche Basketballspielerin
- Nowitzki, Louise (* 1981), deutsche Schauspielerin und Puppenspielerin
- Nowizkaja, Jekaterina (* 1952), russisch-belgische klassische Pianistin
- Nowizki, Oleg Wiktorowitsch (* 1971), russischer Raumfahrer
- Nowizki, Sergei Nikolajewitsch (* 1981), russischer Eistänzer

### Nowk
- Nowka, Dieter (1924–1998), deutscher Komponist, Dirigent und Musikwissenschaftler
- Nowka, Georg (1910–1997), deutscher Segler
- Nowka, Matthes (1812–1864), niedersorbischer Pfarrer und Gründer der ersten niedersorbischen Zeitung
- Nowka, Maximilian (* 1978), deutscher Musicaldarsteller und Schauspieler
- Nowka, Michael (* 1952), deutscher Synchronsprecher, Synchronautor und Synchronregisseur
- Nowka, Raik (* 1975), deutscher Jurist und Politiker (CDU), MdL

### Nowl
- Nowlan, George (1898–1965), kanadischer Politiker
- Nowlan, Philip Francis (1888–1940), amerikanischer Science-Fiction-Autor
- Nowland, Loren (* 1977), neuseeländischer Eishockeyspieler
- Nowland, Mark (* 1958), US-amerikanischer Offizier, Generalleutnant der US Air Force
- Nowlin Savery, Annie (1831–1891), US-amerikanische Frauenrechtlerin und Philanthropin

### Nowo
- Nowocien, Roman (* 1972), deutscher Kameramann
- Nowodworskaja, Walerija Iljinitschna (1950–2014), russische Politikerin, Menschenrechtlerin und PublizistinWalerija Iljinitschna Nowodworskaja (1950–2014)

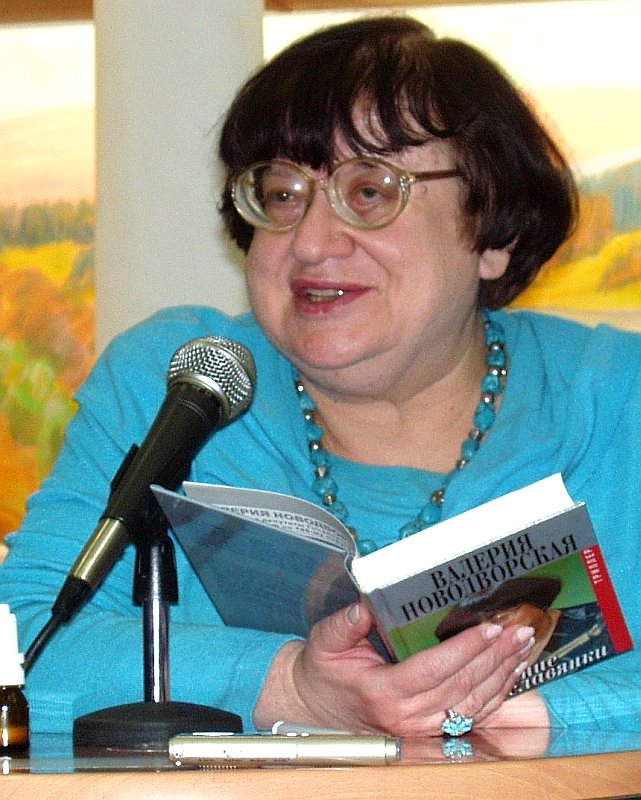
Walerija Iljinitschna Nowodworskaja (1950–2014)

- Nowodworski, Bodo (* 1949), deutscher Politiker
- Nowodworski, Dietmar (* 1951), deutscher Objektkünstler
- Nowodworski, Klaus (1940–2001), deutscher Rock- und Soulsänger
- Nowohradsky, Herbert (* 1950), österreichischer Politiker (ÖVP)
- Nowojski, Walter (1931–2012), deutscher Germanist
- Nowokschtschenowa, Olga Nikolajewna (* 1974), russische Synchronschwimmerin
- Nowolodskaja, Marija Jurjewna (* 1999), russische Radrennfahrerin
- Nowomeisky, Mose (1873–1961), israelischer Wissenschaftler und Industrieller
- Nowopaschin, Witali (* 1978), kasachischer Eishockeyspieler
- Nowopaschyn, Mychajlo (1986–2022), ukrainischer E-Sportler
- Nowopokrowski, Iwan Wassiljewitsch (1880–1951), russisch-sowjetischer Botaniker
- Nowosad, Curtis (* 1988), kanadischer Jazzmusiker
- Nowosadtko, Jutta (* 1963), deutsche Historikerin
- Nowoschilow, Genrich Wassiljewitsch (1925–2019), sowjetischer bzw. russischer Ingenieur und Flugzeugbauer
- Nowoschilow, Walentin Walentinowitsch (1910–1987), sowjetischer Ingenieurwissenschaftler
- Nowoschilow, Wiktor Wladimirowitsch (1950–1991), sowjetischer Ringer
- Nowoschylowa, Iryna (* 1986), ukrainische Hammerwerferin
- Nowosielski, Jerzy (1923–2011), polnischer Maler
- Nowossad, Anastassija (* 1993), ukrainische Freestyle-Skisportlerin
- Nowossad, Jewhen (* 1990), ukrainischer Billardspieler
- Nowosselskaja, Larissa Nikolajewna (* 1973), russische Biathletin
- Nowosselski, Nikolai Alexandrowitsch (1818–1898), russischer Unternehmer
- Nowosselzew, Iwan Jewgenjewitsch (* 1991), russischer Fußballspieler
- Nowosselzew, Iwan Petrowitsch (* 1979), russischer Eishockeyspieler
- Nowossilzew, Nikolai Nikolajewitsch (1761–1838), russischer Offizier, Diplomat und Politiker
- Nowossjolowa, Alexandra Wassiljewna (1900–1986), sowjetische Chemikerin und Hochschullehrerin
- Nowosz, Zenon (* 1944), polnischer Leichtathlet
- Nowotelnow, Nikolai Alexandrowitsch (1911–2006), sowjetischer Schachspieler
- Nowothnig, Walter (1903–1971), deutscher Prähistoriker, Kustos und Autor
- Nowotko, Marceli (1893–1942), polnischer Arbeiterführer
- Nowotne, Doreen (* 1972), deutsche Unternehmensberaterin und Vorständin von Brenntag
- Nowotnick, Michaela (* 1980), deutsche Literaturwissenschaftlerin
- Nowotny, Anton (1827–1871), tschechischer Autor von Schachkompositionen
- Nowotny, Aurel (1881–1947), österreichischer Schauspieler, Regisseur, Schauspiellehrer und Dramaturg
- Nowotny, Christian (1950–2023), österreichischer Rechtswissenschaftler
- Nowotny, Erich (* 1918), deutscher Fußballspieler
- Nowotny, Ernst (1907–1995), österreichischer Historiker
- Nowotny, Eva (* 1944), österreichische Botschafterin
- Nowotny, Ewald (* 1944), österreichischer Ökonom und Politiker (SPÖ), Abgeordneter zum Nationalrat
- Nowotny, Hans (1911–1996), österreichischer Chemiker
- Nowotny, Helga (* 1937), österreichische Soziologin, Vize-Präsidentin des ERC Scientific Council
- Nowotny, Jens (* 1974), deutscher FußballspielerJens Nowotny (* 1974)

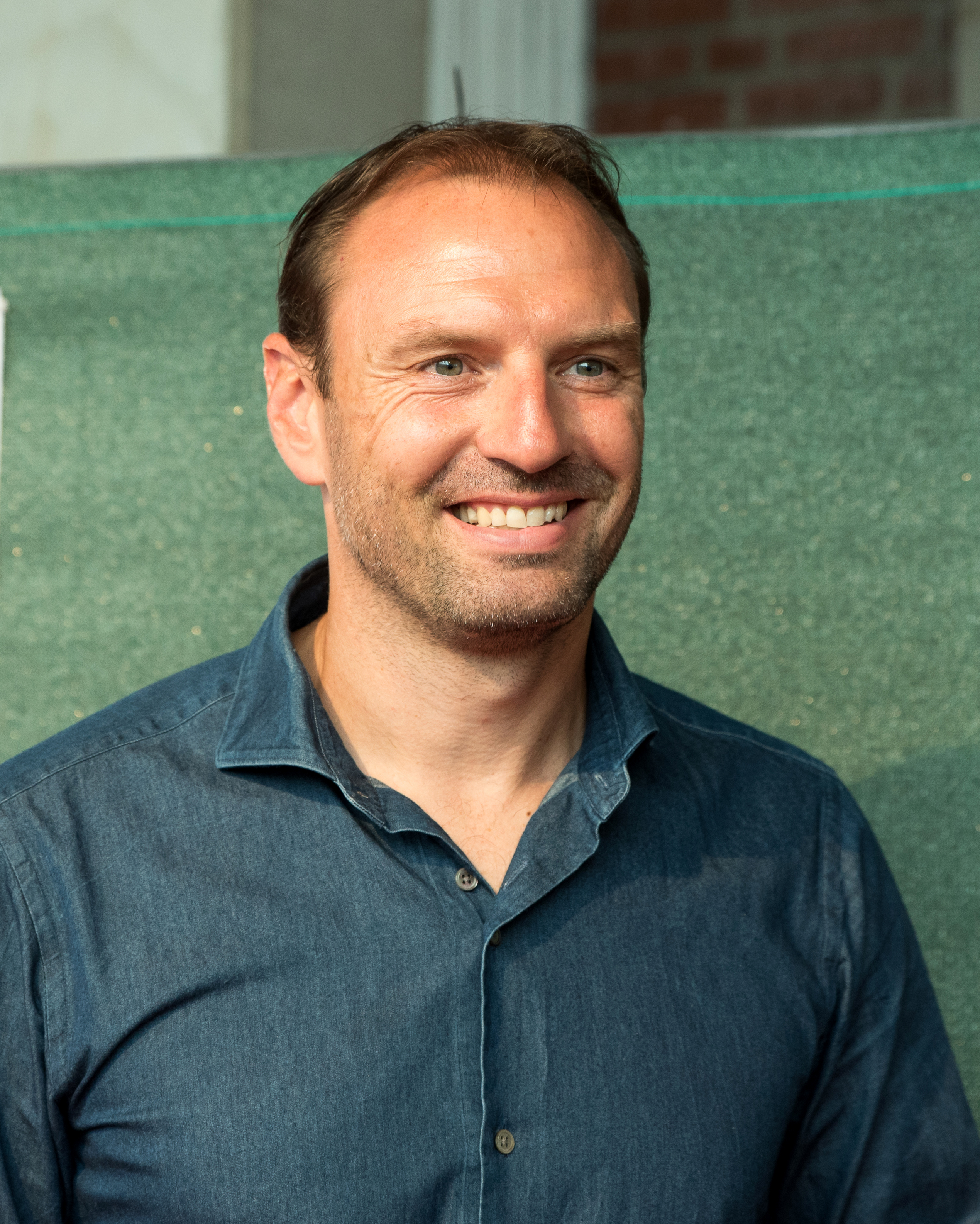
Jens Nowotny (* 1974)

- Nowotny, Joachim (1933–2014), deutscher Schriftsteller
- Nowotny, Johann (1852–1896), tschechischer Komponist und Kapellmeister
- Nowotny, Jörg (* 1968), deutscher Fußballspieler
- Nowotny, Karl (1895–1965), österreichischer Arzt
- Nowotny, Kurt (1908–1984), deutscher Architekt
- Nowotny, Niki (* 1967), deutscher Hörspielsprecher und Kinderdarsteller
- Nowotny, Pawoł (1912–2010), sorbischer Volkskundler und Literaturhistoriker
- Nowotny, Rita-Maria (1925–2000), deutsche Schauspielerin
- Nowotny, Robert (* 1974), österreichischer Beachvolleyballspieler
- Nowotny, Roland (* 1947), deutscher Fußballspieler
- Nowotny, Thomas (* 1937), österreichischer Diplomat und Politikwissenschaftler
- Nowotny, Valentin (* 1967), österreichischer Sachbuchautor und Managementtrainer
- Nowotny, Walter (1920–1944), österreichischer Jagdflieger der deutschen Luftwaffe im Zweiten Weltkrieg
- Nowotny, Wolfgang (* 1946), österreichischer Mykologe
- Nowotsch, Norbert (* 1948), deutscher Medienwissenschaftler und Autor
- Nowottny, Friedrich (* 1929), deutscher Journalist und IntendantFriedrich Nowottny (* 1929)

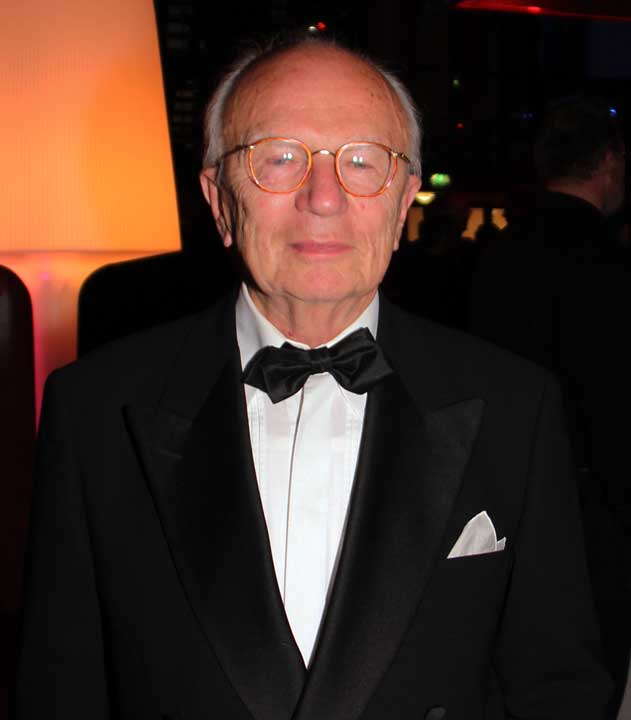
Friedrich Nowottny (* 1929)

- Nowottny, Leon (* 2005), deutscher Handballspieler
- Nowowiejski, Antoni Julian (1858–1941), polnischer römisch-katholischer Geistlicher, Erzbischof und Bischof von Płock
- Nowowiejski, Feliks (1877–1946), polnischer Komponist, Dirigent, Organist und Musiklehrer

### Nowr
- Nowrasteh, Cyrus (* 1956), US-amerikanischer Drehbuchautor und Regisseur
- Nowrot, Karsten (* 1971), deutscher Rechtswissenschaftler
- Nowry, Max Emiliano (* 1990), US-amerikanischer Ringer

### Nows
- Nows, Petra (* 1953), deutsche Schwimmerin

### Nowy
- Nowy, Heinz (1941–2023), österreichischer Fußballspieler und -trainer
- Nowynskyj, Wadym (* 1963), ukrainischer Geschäftsmann
- Nowytschenko, Leonid (1914–1996), ukrainischer Literaturkritiker und Philologe

### Nowz
- Nowzaradan, Younan (* 1944), iranisch-US-amerikanischer Chirurg und Autor